# Cariduros de Fajardo 2014 (pallavolo)
Questa voce raccoglie le informazioni riguardanti i Cariduros de Fajardo nelle competizioni ufficiali della stagione 2014.

## Organigramma societario
Area direttiva
- Presidente: Ángel Flores

Area tecnica
- Allenatore: Carlos Rivera

## Rosa
| N° | Nome              | Ruolo | Data di nascita   | Nazionalità sportiva |
| -- | ----------------- | ----- | ----------------- | -------------------- |
| 1  | Harry Rosario     | L     | 9 novembre 1976   | Porto Rico           |
| 2  | Orlando Irizarry  | L     | 27 settembre 1985 | Porto Rico           |
| 2  | Juan Carlos Ribas | S     | 8 settembre 1993  | Porto Rico           |
| 3  | Anthony Negrón    | C     | -                 | Porto Rico           |
| 4  | Javier Jiménez    | S     | 14 dicembre 1992  | Porto Rico           |
| 5  | Ralph González    | C     | 16 febbraio 1994  | Porto Rico           |
| 7  | Sequiel Sánchez   | S     | 24 marzo 1990     | Porto Rico           |
| 10 | Jean Carlos Ortíz | S/O   | 23 febbraio 1988  | Porto Rico           |
| 11 | Juan Miguel Ruiz  | P     | 24 aprile 1981    | Porto Rico           |
| 12 | Kevin López       | S     | 24 aprile 1995    | Porto Rico           |
| 13 | Eduardo Hernández | S     | 22 ottobre 1990   | Porto Rico           |
| 13 | Josué Suárez      | P     | 5 giugno 1992     | Porto Rico           |
| 15 | Jair Santiago     | S/O   | 24 agosto 1995    | Porto Rico           |
| 15 | Ricardo Archilla  | S     | 5 novembre 1991   | Porto Rico           |
| 16 | Juan Rosa         | L     | 11 agosto 1993    | Porto Rico           |
| 16 | Víctor Rivera     | S     | 30 agosto 1976    | Porto Rico           |
| 17 | Pedrito Sierra    | C     | 21 luglio 1989    | Porto Rico           |
| 18 | Edwin Aquino      | C     | 9 novembre 1984   | Porto Rico           |

## Mercato
| Acquisti | Acquisti          | Acquisti                 | Acquisti      |
| R.       | Nome              | da                       | Modalità      |
| -------- | ----------------- | ------------------------ | ------------- |
| L        | Harry Rosario     | Caribes de San Sebastián | fine prestito |
| L        | Orlando Irizarry  | Gigantes de Carolina     | definitivo    |
| C        | Anthony Negrón    | Changos de Naranjito     | definitivo    |
| S        | Javier Jiménez    | Maratonistas de Coamo    | definitivo    |
| C        | Ralph González    | ?                        | definitivo    |
| S        | Sequiel Sánchez   | Changos de Naranjito     | prestito      |
| S/O      | Jean Carlos Ortíz | Mets de Guaynabo         | fine prestito |
| P        | Juan Miguel Ruiz  | Plataneros de Corozal    | fine prestito |
| S        | Kevin López       | Turabo                   | definitivo    |
| S        | Eduardo Hernández | Maratonistas de Coamo    | definitivo    |
| S/O      | Jair Santiago     | Plataneros de Corozal    | definitivo    |
| L        | Juan Rosa         | Maratonistas de Coamo    | definitivo    |
| C        | Pedrito Sierra    | Gigantes de Carolina     | fine prestito |
| C        | Edwin Aquino      | Caribes de San Sebastián | fine prestito |
| S        | Juan Carlos Ribas | Mets de Guaynabo         | definitivo    |
| P        | Josué Suárez      | ?                        | definitivo    |
| S        | Ricardo Archilla  | Caribes de San Sebastián | prestito      |
| S        | Víctor Rivera     | Capitanes de Arecibo     | fine prestito |

| Cessioni | Cessioni          | Cessioni           | Cessioni              |
| R.       | Nome              | a                  | Modalità              |
| -------- | ----------------- | ------------------ | --------------------- |
| L        | Orlando Irizarry  | Mets de Guaynabo   | definitivo            |
| S        | Eduardo Hernández | -                  | definitivo            |
| S/O      | Jair Santiago     | Indios de Mayagüez | definitivo            |
| S        | Ricardo Archilla  | Patriotas de Lares | cessione del prestito |
| L        | Juan Rosa         | -                  | definitivo            |

## Risultati

### LVSM

#### Regular season
| 1ª giornata - 22 agosto 2014 Coliseo Tomás Dones, Fajardo                | Cariduros de Fajardo | 2 - 3 | Indios de Mayagüez   | 18-25, 27-25, 25-19, 19-25, 11-15 |
| 2ª giornata - 24 agosto 2014 Palacio de Recreación y Deportes, Mayagüez  | Indios de Mayagüez   | 3 - 1 | Cariduros de Fajardo | 25-20, 19-25, 25-21, 25-18        |
| 3ª giornata - 28 agosto 2014 Coliseo Tomás Dones, Fajardo                | Cariduros de Fajardo | 1 - 3 | Mets de Guaynabo     | 25-16, 23-25, 14-25, 18-25        |
| 4ª giornata - 5 settembre 2014 Coliseo Mario Morales, Guaynabo           | Mets de Guaynabo     | 2 - 3 | Cariduros de Fajardo | 25-16, 25-23, 22-25, 23-25, 10-15 |
| 5ª giornata - 11 settembre 2014 Coliseo Tomás Dones, Fajardo             | Cariduros de Fajardo | 3 - 1 | Gigantes de Carolina | 21-25, 25-21, 25-21, 25-22        |
| 6ª giornata - 14 settembre 2014 Coliseo Guillermo Angulo, Carolina       | Gigantes de Carolina | 3 - 1 | Cariduros de Fajardo | 25-18, 25-14, 23-25, 25-21        |
| 7ª giornata - 19 settembre 2014 Coliseo Félix Méndez Acevedo, Lares      | Patriotas de Lares   | 1 - 3 | Cariduros de Fajardo | 22-25, 23-25, 25-22, 22-25        |
| 8ª giornata - 21 settembre 2014 Coliseo Tomás Dones, Fajardo             | Cariduros de Fajardo | 3 - 2 | Patriotas de Lares   | 18-25, 25-22, 20-25, 25-21, 16-14 |
| 9ª giornata - 25 settembre 2014 Coliseo Tomás Dones, Fajardo             | Cariduros de Fajardo | 3 - 2 | Capitanes de Arecibo | 20-25, 25-23, 29-27, 17-25, 15-10 |
| 10ª giornata - 28 settembre 2014 Coliseo Manuel Iguina, Arecibo          | Capitanes de Arecibo | 3 - 0 | Cariduros de Fajardo | 25-17, 25-17, 25-22               |
| 11ª giornata - 3 ottobre 2014 Coliseo Tomás Dones, Fajardo               | Cariduros de Fajardo | 3 - 2 | Indios de Mayagüez   | 20-25, 25-22, 25-21, 20-25, 15-12 |
| 12ª giornata - 5 ottobre 2014 Palacio de Recreación y Deportes, Mayagüez | Indios de Mayagüez   | 3 - 0 | Cariduros de Fajardo | 25-12, 25-22, 25-18               |
| 13ª giornata - 9 ottobre 2014 Coliseo Tomás Dones, Fajardo               | Cariduros de Fajardo | 3 - 1 | Mets de Guaynabo     | 27-25, 21-25, 29-27, 25-21        |
| 14ª giornata - 11 ottobre 2014 Coliseo Mario Morales, Guaynabo           | Mets de Guaynabo     | 3 - 0 | Cariduros de Fajardo | 25-13, 25-20, 25-20               |
| 15ª giornata - 14 ottobre 2014 Coliseo Mario Morales, Guaynabo           | Mets de Guaynabo     | 3 - 0 | Cariduros de Fajardo | 25-22, 25-18, 25-18               |
| 16ª giornata - 16 ottobre 2014 Coliseo Tomás Dones, Fajardo              | Cariduros de Fajardo | 3 - 1 | Gigantes de Carolina | 26-24, 23-25, 25-19, 25-15        |
| 17ª giornata - 19 ottobre 2014 Coliseo Guillermo Angulo, Carolina        | Gigantes de Carolina | 0 - 3 | Cariduros de Fajardo | 23-25, 20-25, 22-25               |
| 18ª giornata - 24 ottobre 2014 Coliseo Félix Méndez Acevedo, Lares       | Patriotas de Lares   | 2 - 3 | Cariduros de Fajardo | 25-18, 25-21, 17-25, 22-25, 12-15 |
| 19ª giornata - 26 ottobre 2014 Coliseo Tomás Dones, Fajardo              | Cariduros de Fajardo | 3 - 0 | Patriotas de Lares   | 25-19, 25-17, 25-18               |
| 20ª giornata - 28 ottobre 2014 Coliseo Tomás Dones, Fajardo              | Cariduros de Fajardo | 3 - 1 | Gigantes de Carolina | 29-31, 25-16, 25-19, 25-18        |
| 21ª giornata - 30 ottobre 2014 Coliseo Tomás Dones, Fajardo              | Cariduros de Fajardo | 0 - 3 | Capitanes de Arecibo | 22-25, 23-25, 20-25               |
| 22ª giornata - 2 novembre 2014 Coliseo Manuel Iguina, Arecibo            | Capitanes de Arecibo | 1 - 3 | Cariduros de Fajardo | 25-22, 23-25, 22-25, 28-30        |

#### Play-off
| Semifinali (gara 1) - 6 novembre 2014 Coliseo Mario Morales, Guaynabo  | Mets de Guaynabo     | 3 - 2 | Cariduros de Fajardo | 25-23, 23-25, 25-18, 28-30, 15-9  |
| Semifinali (gara 2) - 8 novembre 2014 Coliseo Tomás Dones, Fajardo     | Cariduros de Fajardo | 2 - 3 | Mets de Guaynabo     | 21-25, 18-25, 25-19, 25-23, 9-15  |
| Semifinali (gara 3) - 10 novembre 2014 Coliseo Mario Morales, Guaynabo | Mets de Guaynabo     | 3 - 2 | Cariduros de Fajardo | 25-20, 25-17, 20-25, 21-25, 15-12 |
| Semifinali (gara 4) - 12 novembre 2014 Coliseo Tomás Dones, Fajardo    | Cariduros de Fajardo | 3 - 1 | Mets de Guaynabo     | 27-29, 29-27, 28-26, 25-23        |
| Semifinali (gara 5) - 14 novembre 2014 Coliseo Mario Morales, Guaynabo | Mets de Guaynabo     | 2 - 3 | Cariduros de Fajardo | 19-25, 25-22, 20-25, 25-22, 12-15 |
| Semifinali (gara 6) - 16 novembre 2014 Coliseo Tomás Dones, Fajardo    | Cariduros de Fajardo | 0 - 3 | Mets de Guaynabo     | 21-25, 18-25, 24-26               |

## Statistiche

### Statistiche di squadra
| Competizione | Punti | In casa | In casa | In casa | In trasferta | In trasferta | In trasferta | Totale | Totale | Totale |
| Competizione | Punti | G       | V       | P       | G            | V            | P            | G      | V      | P      |
| ------------ | ----- | ------- | ------- | ------- | ------------ | ------------ | ------------ | ------ | ------ | ------ |
| LVSM         | 35    | 14      | 9       | 5       | 14           | 6            | 8            | 28     | 15     | 13     |
| Totale       | -     | 14      | 9       | 5       | 14           | 6            | 8            | 28     | 15     | 13     |

G = partite giocate; V = partite vinte; P = partite perse